# Liste de films français sortis en 1950
Listes de films français
- 1946
- 1947
- 1948
- 1949
- 1950
- 1951
- 1952
- 1953
- 1954

Liste non exhaustive de films français sortis en 1950 :
| Titre                                      | Réalisateur                              | Distribution                                                  | Genre                      | Notes         |
| ------------------------------------------ | ---------------------------------------- | ------------------------------------------------------------- | -------------------------- | ------------- |
| Le 84 prend des vacances                   | Léo Joannon                              | Rellys, Yves Deniaud Paulette Dubost                          | Comédie                    |               |
| Adémaï au poteau-frontière                 | Paul Colline                             | Paul Colline Noël Roquevert                                   | Comédie                    |               |
| Agnès de rien                              | Pierre Billon                            | Danièle Delorme, Paul Meurisse                                | Drame                      |               |
| Amédée                                     | Gilles Grangier                          | Rellys, Annette Poivre, Jeannette Batti                       | Comédie                    |               |
| Amour et Compagnie                         | Gilles Grangier                          | Georges Guétary, Gaby Sylvia, Tilda Thamar                    | Comédie                    |               |
| Les Anciens de Saint-Loup                  | Georges Lampin                           | Pierre Larquey, Bernard Blier, François Périer                | Drame                      |               |
| L'Art d'être courtier                      | Henri Verneuil                           | Max Dalban, Jean Carmet, Christiane Delyne                    | Comédie                    | 23 min        |
| L'Atomique monsieur Placido                | Robert Hennion                           | Rellys, Liliane Bert, Robert Arnoux                           | Comédie policière          |               |
| Au p'tit zouave                            | Gilles Grangier                          | François Périer, Dany Robin, Marie Daëms                      | Comédie                    |               |
| Au revoir monsieur Grock                   | Pierre Billon                            | Grock, Suzy Prim, Héléna Manson                               | Comédie dramatique         |               |
| Les Aventuriers de l'air                   | René Jayet                               | Ginette Leclerc, Yves Furet, Elina Labourdette                | Policier                   |               |
| Ballerina                                  | Ludwig Berger                            | Violette Verdy, Henri Guisol, Gabrielle Dorziat               | Comédie dramatique         |               |
| Banco de prince                            | Michel Dulud                             | André Alerme, Lucien Baroux, Alexandre Arnaudy                | Aventure                   |               |
| La Beauté du diable                        | René Clair                               | Michel Simon, Gérard Philipe, Nicole Besnard                  | Drame                      |               |
| La Belle que voilà                         | Jean-Paul Le Chanois                     | Michèle Morgan, Henri Vidal Henri Arius                       | Drame                      |               |
| Bim le petit âne                           | Albert Lamorisse                         | Jacques Prévert                                               | Drame Animation            | 48 min        |
| Black Jack                                 | Julien Duvivier J-A Nieves Conde         | George Sanders, Herbert Marshall Patricia Roc                 | Drame                      |               |
| Boîte à vendre                             | Claude Lalande                           | Gaby Basset, Irène Hilda Simone Alma                          |                            | 20 min        |
| Caprices de Paris                          | René Sti                                 | Artistes du music hall                                        |                            | 21 min        |
| Cartouche, roi de Paris                    | Guillaume Radot                          | Roger Pigaut, Renée Devillers                                 | Aventure                   |               |
| Casimir                                    | Richard Pottier                          | Fernandel, Germaine Montero, Bernard Lajarrige                | Comédie                    |               |
| Les Charmes de l'existence                 | Jean Grémillon Pierre Kast               | Jean Grémillon (voix)                                         | Documentaire               | 20 min        |
| Le Château de verre                        | René Clément                             | Michèle Morgan, Jean Marais, Jean Servais                     | Drame romance              |               |
| Chéri                                      | Pierre Billon                            | Jean Desailly Marcelle Chantal                                | Comédie dramatique         |               |
| Coups de chapeau                           | Christian Stengel                        | Robert Le Béal, Roger Caccia Nathalie Alexeief-Darsène        | Comédie                    | 22 min        |
| Le Crime des justes                        | Jean Gehret                              | Jean Debucourt, Claudine Dupuis, Frédérique Hébrard           | Drame                      |               |
| La Dame de chez Maxim                      | Marcel Aboulker                          | Saturnin Fabre, Arlette Poirier Jacques Morel                 | Comédie                    |               |
| Les Derniers Jours de Pompéi               | Marcel L'Herbier                         | Micheline Presle, Georges Marchal                             | Péplum                     |               |
| Désordre                                   | Jacques Baratier                         | -                                                             | documentaire               | 18 min        |
| Dieu a besoin des hommes                   | Jean Delannoy                            | Pierre Fresnay, Madeleine Robinson                            | Drame                      |               |
| Dominique                                  | Yvan Noé                                 | Michel Barbey, Roger Monteaux Claire Muriel                   | Comédie                    |               |
| En passant par la Lorraine                 | Georges Franju                           | Georges Hubert (voix)                                         | documentaire               | 31 min        |
| Les Enfants terribles                      | Jean-Pierre Melville                     | Nicole Stephane, Édouard Dermit Jacques Bernard               | Drame                      |               |
| Envoi de fleurs                            | Jean Stelli                              | Tino Rossi, Micheline Francey Jean Brochard                   | Drame                      |               |
| Et moi, j'te dis qu'elle t'a fait de l'œil | Maurice Gleize                           | Bernard Lancret, Madeleine Lebeau Jean Parédès                | Comédie                    |               |
| L'Extravagante Théodora                    | Henri Lepage                             | Lucienne Le Marchand, Robert Murzeau                          | Comédie                    |               |
| Fait divers à Paris                        | Dimitri Kirsanoff                        | Denise Fontaine, Roger Legris                                 | Drame                      |               |
| Les femmes sont folles                     | Gilles Grangier                          | Raymond Rouleau, Gaby Sylvia                                  | Comédie                    |               |
| Le Furet                                   | Raymond Leboursier                       | Pierre Larquey, Pierre Jourdan Jacques Baumer                 | Policier                   |               |
| Fusillé à l'aube                           | André Haguet                             | Renée Saint-Cyr Franck Villard                                | Drame                      |               |
| Le Gang des tractions-arrière              | Jean Loubignac                           | Jules Berry, Roland Armontel Madeleine Barbulée               | Comique                    |               |
| Georges Braque                             | André Bureau                             | Arletty                                                       | Documentaire               |               |
| Le Grand Cirque                            | Georges Péclet                           | Pierre Cressoy, Pierre Larquey Édouard Delmont                | Guerre                     |               |
| Le Grand Rendez-vous                       | Jean Dréville                            | Marc Valbel, René Blancard François Patrice                   | Guerre                     |               |
| Guernica                                   | Robert Hessens, Alain Resnais            | Maria Casarès, Jacques Pruvost (voix)                         | Court métrage              |               |
| L'Homme de joie                            | Gilles Grangier                          | Simone Renant, Jacques Morel Jean-Pierre Aumont               | Comédie                    |               |
| L'Homme de la Jamaïque                     | Maurice de Canonge                       | Pierre Brasseur, Véra Norman                                  | Aventures                  |               |
| L'Homme qui revient de loin                | Jean Castanier                           | Annabella, Paul Bernard Maria Casarès                         | Comédie dramatique         |               |
| Ils ont vingt ans                          | René Delacroix                           | François Patrice, Jacqueline Gauthier                         | Comédie                    |               |
| L'Inconnue de Montréal                     | Jean Devaivre                            | René Dary, Paul Dupuis Patricia Roc                           | Drame                      |               |
| Jeannot l'intrépide                        | Jean Image                               | -                                                             | Animation                  |               |
| Julie de Carneilhan                        | Jacques Manuel                           | Edwige Feuillère, Pierre Brasseur                             | Drame                      |               |
| Justice est faite                          | André Cayatte                            | Noël Roquevert, Valentine Tessier                             | Drame                      |               |
| Lady Paname                                | Henri Jeanson                            | Louis Jouvet, Suzy Delair Jane Marken                         | Comédie                    |               |
| Ma pomme                                   | M-G Sauvajon                             | Maurice Chevalier Sophie Desmarets                            | comédie dramatique         |               |
| La Maison du printemps                     | Jacques Daroy                            | Claudine Dupuis, Pierre Dudan, Jacques Louvigny               |                            |               |
| Manèges                                    | Yves Allégret                            | Bernard Blier, Jane Marken Simone Signoret                    | Drame                      |               |
| Maria Chapdelaine                          | Yves Allégret                            | Michèle Morgan, Kieron Moore Françoise Rosay                  | Drame                      |               |
| Le Mariage de mademoiselle Beulemans       | André Cerf                               | Francine Vendel, Christian Alers Saturnin Fabre               | Comédie                    |               |
| La Marie du port                           | Marcel Carné                             | Jean Gabin, Nicole Courcel Blanchette Brunoy                  | comédie dramatique         |               |
| Méfiez-vous des blondes                    | André Hunebelle                          | Martine Carol, Raymond Rouleau Bernard Lajarrige              | Comédie policière          |               |
| Menace de mort                             | Raymond Leboursier                       | Colette Darfeuil, Pierre Larquey Pierre Renoir                |                            |               |
| Métro                                      | Roger Leenhardt                          | -                                                             | court métrage documentaire | 23 min        |
| Meurtres ?                                 | Richard Pottier                          | Fernandel, Jeanne Moreau Jacques Varennes                     | Drame                      |               |
| Minne, l'ingénue libertine                 | Jacqueline Audry                         | Danièle Delorme Franck Villard Yolande Laffon                 | Comédie                    |               |
| Miquette et sa mère                        | Henri-Georges Clouzot                    | Danièle Delorme, Bourvil Louis Jouvet                         | Comédie                    |               |
| Le Miracle de Sainte Anne                  | Orson Welles                             | Marcel Achard, Gaby André Maurice Bessy                       | Court métrage comique      |               |
| Mon ami le cambrioleur                     | Henri Lepage                             | Philippe Lemaire, Pierre-Louis Françoise Arnoul               | Comédie                    |               |
| Mon ami Sainfoin                           | M-G Sauvajon                             | Louis de Funès, Sophie Desmarets Pierre Blanchar              | Comédie                    |               |
| La montagne est verte                      | Jean Lehérissey                          | Michel Vitold, Jacques Henley André Reybaz                    | documentaire historique    | 35 min        |
| Mystère à Shanghai                         | Roger Blanc                              | Maurice Teynac, Ky Duyen Paul Bernard                         | policier                   |               |
| Né de père inconnu                         | Maurice Cloche                           | Gaby Morlay, Nicole Stéphane Jean-Pierre Kérien               | Drame                      |               |
| Nous avons tous fait la même chose         | René Sti                                 | José Noguero, Luce Feyrer Hélène Bellanger                    |                            |               |
| Nous irons à Paris                         | Jean Boyer                               | Philippe Lemaire, Henri Génès Christian Duvaleix              | Comédie                    |               |
| La nuit s'achève                           | Pierre Méré                              | Victor Francen, Gérard Landry Ludmilla Tcherina               | Comédie dramatique         |               |
| On demande un bandit                       | Henri Verneuil                           | Jean Carmet, Max Dalban André Salvador                        | Court métrage Comédie      |               |
| On n'aime qu'une fois                      | Jean Stelli                              | Françoise Rosay, Renée Faure, Marcel Herrand                  | Comédie dramatique         |               |
| Orphée                                     | Jean Cocteau                             | Jean Marais, Maria Casarès François Périer                    | Drame                      |               |
| Pas de week-end pour notre amour           | Pierre Montazel                          | Maria Mauban, Jules Berry Denise Grey                         | Comédie                    |               |
| La Petite Chocolatière                     | André Berthomieu                         | Giselle Pascal, Claude Dauphin Henri Genès                    | Comédie                    |               |
| Pigalle-Saint-Germain-des-Prés             | André Berthomieu                         | Jeanne Moreau, Henri Génès Jacques Hélian                     | Comédie                    |               |
| Pluche et Ploche bureaucrates              | Jean Loubignac                           | Ded Rysel, René Lacourt Charles Lemontier                     | moyen métrage comique      | 44 min        |
| Plus de vacances pour le Bon Dieu          | Robert Vernay                            | Pierre Larquey, Maximilienne Roland Armontel                  | Comédie                    |               |
| Porte d'Orient                             | Jacques Daroy                            | Yves Vincent, Tilda Thamar, Nathalie Nattier                  | Policier                   |               |
| La Porteuse de pain                        | Maurice Cloche                           | Vivi Gioi, Jean Tissier                                       | Drame                      |               |
| Prélude à la gloire                        | Georges Lacombe                          | Roberto Benzi, Louise Conte Paul Bernard                      | Drame                      |               |
| Premières Armes                            | René Wheeler                             | Paul Frankeur, Julien Carette Guy Decomble                    | Drame                      |               |
| Quai de Grenelle                           | Emil-Edwin Reinert                       | Henri Vidal, Maria Mauban Françoise Arnoul                    | Drame                      |               |
| Rendez-vous avec la chance                 | E-Edwin Reinert                          | Danielle Delorme Henri Guisol, Suzanne Flon                   | Comédie                    |               |
| La Révolution de 1848                      | Victoria Mercanton Marguerite de la Mure | Bernard Blier (voix)                                          | court métrage              | 20 min        |
| Le Roi Pandore                             | André Berthomieu                         | André Bourvil, Paulette Dubost Mathilde Casadesus             | Comédie                    |               |
| Rome-Express                               | Christian Stengel                        | Nicolas Amato, Denise Grey Madeleine Barbulée                 | Policier                   |               |
| La Ronde                                   | Max Ophüls                               | Jean-Louis Barrault, Danielle Darrieux, Daniel Gélin          | Comédie                    |               |
| Le Rosier de madame Husson                 | Jean Boyer                               | André Bourvil, Jacqueline Pagnol Germaine Dermoz              | Comédie                    |               |
| La Rue sans loi                            | Marcel Gibaud                            | Louis de Funès, Max Dalban Paul Demange                       | Comédie                    |               |
| Sans tambour ni trompette                  | Roger Blanc                              | Jean Parédès, Jules Berry André Gabriello                     | Comédie                    |               |
| Savage Africa                              | Jacques Dupont                           | (voix) Robert St John et Ray Morgan                           | documentaire               |               |
| Singoalla                                  | Christian-Jaque                          | Viveca Lindfors Michel Auclair                                | Drame                      |               |
| La Soif des hommes                         | Serge de Poligny                         | Georges Marchal, Dany Robin Andrée Clément                    | Drame                      |               |
| La Souricière                              | Henri Calef                              | François Périer, Jean Marchat Pierre Larquey                  | Drame                      |               |
| Les Souvenirs de Maurin des Maures         | André Hugon                              | Antonin Berval, Jean Aquistapace                              | Court métrage              |               |
| Souvenirs perdus                           | Christian-Jaque                          | Edwige Feuillère,Suzy Delair Danièle Delorme, Gilberte Géniat | Film à sketches            |               |
| Le Tampon du capiston                      | Maurice Labro                            | Rellys, Jean Tissier Pauline Carton                           | Comédie                    |               |
| Tête blonde                                | Maurice Cam                              | Roger Laugier, Jules Berry Michèle Philippe                   | Comédie                    |               |
| Tire au flanc                              | Fernand Rivers                           | Maurice Baquet, Francis Blanche Paulette Dubost               | Comédie                    |               |
| Le Traqué                                  | Borys Lewin                              | Dane Clark Simone Signoret                                    | Film dramatique            |               |
| Le Trésor des Pieds-Nickelés               | Marcel Aboulker                          | Maurice Baquet, Rellys Jean Parédès                           | Comédie                    |               |
| Trois Marins dans un couvent               | Émile Couzinet                           | Dorette Ardenne, Michel Barbey, Pierre Brebans                | Comédie                    |               |
| Trois Télégrammes                          | Henri Decoin                             | Gérard Gervais, Pierrette Simonet Olivier Hussenot            | Drame                      |               |
| Tu m'as sauvé la vie                       | Sacha Guitry                             | Fernandel, Sacha Guitry Lana Marconi                          | Comédie                    |               |
| Un cirque passe                            | Jacques Letellier Jean-François Méhu     | Achille Zavatta, Serge Reggiani                               | documentaire               | 15 min        |
| Un homme marche dans la ville              | Marcello Pagliero                        | Jean-Pierre Kérien Ginette Leclerc, Robert Dalban             | Drame                      |               |
| Un trou dans le mur                        | Émile Couzinet                           | André Alerme Marguerite Pierry                                | comédie                    |               |
| Une nuit de noces                          | René Jayet                               | Martine Carol, Mona Goya Jean Parédès                         |                            |               |
| Uniformes et Grandes Manœuvres             | René Le Hénaff                           | Fernandel, Andrex Ginette Baudin                              | Comédie                    |               |
| Vagabonds imaginaires                      | Alfred Chaumel Jacques Dufilho           | voix : Jean-Louis Barrault, Charles Dullin, Roger Blin        | Documentaire               |               |
| La Valse de Paris                          | Marcel Achard                            | Yvonne Printemps Pierre Fresnay, Noëlle Norman                | Musique Comédie            |               |
| Vendetta en Camargue                       | Jean Devaivre                            | Brigitte Auber, Rosy Varte Jean d'Orgeix                      |                            |               |
| Véronique                                  | Robert Vernay                            | Giselle Pascal, Jean Desailly                                 | F. musical                 |               |
| La vie commence demain                     | Nicole Vedrès                            | Jean-Pierre Aumont ...                                        | Documentaire               |               |
| Vive Staline !                             | Victoria Mercanton                       | -                                                             |                            | 14 min        |
| Voyage à trois                             | Jean-Paul Paulin                         | Jeannette Batti, Pierre-Louis Jacques Morel                   | Comédie dramatique         |               |
| Le Voyage en Brésil                        | H-G Clouzot                              | -                                                             |                            | Film inachevé |
| La Voyageuse inattendue                    | Jean Stelli                              | Georges Marchal, Dany Robin Lucienne Le Marchand              | Policier                   |               |
| Zone frontière                             | Jean Gourguet                            | Perrette Souplex, Suzanne Grey André Le Gall                  |                            |               |